# Зигфрид фон Хойм
Зигфрид фон Хойм (на немски: Siegfried von Hoym; * ок. 1395; † сл. 1469) е благородник от род „фон Хойм“ в Хойм в Саксония-Анхалт. Той е „кнапе“ в Грос Дитфурт, Балерслебен, Хойм и Клайн Орден, съ-господар на заложените дворец Найндорф (1433) и на дворец Шланщед, хауптман на Халберщат (1455), съветник на манастир Халберщат (1457).
Той е син на „кнапе“ Гебхард фон Хойм († ок. 1429) и съпругата му фон Рьосинг, дъщеря на Зигфрид фон Рьосинг († сл. 1366) и Хилеборг фон Шладен, внучка на граф Хайнрих фон Шладен († 1345/1347), дъщеря на граф Албрехт фон Шладен († 1362). Внук е на Гебхард фон Хойм († сл. 1396). Роднина е на Йохан фон Хойм († 1437), епископ на Халберщат (1420 – 1437), и Гебхард фон Хойм († 1484), епископ на Халберщат (1458 – 1479)

## Фамилия
Зигфрид фон Хойм се жени ок. 1420 – 1425 г. за Кунигунда фон Варберг († сл. 1457), потомка на Конрад фон Варберг († ок. 1355), дъщеря на рицар Конрад фон Варберг († сл. 1416) и София фон Щайнберг (* ок. 1365). Те имат две дъщери: 
- Сибила/Катерина фон Хойм, омъжена за Георг фон Бранденщайн († 1525)
- Елизабет фон Хойм († 2 май 1480, Вие), омъжена на 1 юни 1439 г. за рицар Дитрих фон Вертерн-Вие (* ок. 1400; † 28 юни 1470)